# Bieniasze (Miłakowo)
Pour les articles homonymes, voir Bieniasze.
Bieniasze est un village polonais de la voïvodie de Varmie-Mazurie, dans le powiat d'Ostróda.